# Pont Gran de Pedra de la Font Picant
El Pont Gran de Pedra de la Font Picant és una obra de Madremanya (Gironès) protegida com a bé cultural d'interès local.

## Descripció
Es tracta d'un pont de petites dimensions, d'uns 5 metres de llum i uns 3 metres de pas, d'un sol ull. Està format per un arc rebaixat doblat de maó massís pla i regruix de suport dels timpans de llibret de 15 cm de gruix del mateix material. Els estreps són de base rectangular de paredat de pedra rejuntat amb morter de calç igual que els timpans. El replè per sobre de la volta és de terra igual que el paviment. Actualment no disposa de baranes. Permet el pas de vehicles. A principis del segle XXI està molt cobert per vegetació i l'estat de conservació és relativament bo, malgrat l'esquerda longitudinal de la part inferior de l'arc de maó a un metre del costat d'aigües avall.